# Aeroportul Lenawee County
Aeroportul Lenawee County (IATA: ADG, ICAO: KADG, FAA LID: ADG) este un aeroport din Michigan, Statele Unite ale Americii. Aeroportul a fost tranzitat în 2019 de 14 pasageri.
Situat la o altitudine de 243 m, aeroportul dispune de 2 piste.

## Infrastructură

### Piste
Aeroportul dispune de 2 piste. Pista 5/23 are suprafața de asfalt și dimensiunile 5.001 picioare × 100 picioare. Pista 11/29 are suprafața de Iarbă și dimensiunile 1.810 picioare × 150 picioare. 